# Черно-зелен аленов гвенон
Черно-зеленият аленов гвенон (Allenopithecus nigroviridis) е вид бозайник от семейство Коткоподобни маймуни (Cercopithecidae), единствен представител на род Аленови маймуни (Allenopithecus).

## Разпространение
Видът е разпространен в басейна на рака Конго, в Република Конго и на запад от ДРК.